# François Caradec
François Caradec (* 18. Juni 1924 in Quimper; † 13. November 2008 in Paris) war ein französischer Biograph, Lexikograf und Schriftsteller.

## Leben
François Caradec wuchs in der Bretagne als Sohn eines Arztes auf. Nach einer Zeit als Setzer ging er während der  Deutschen Besetzung nach Paris, traf im Haus der Bücherfreunde bekannte Schriftsteller, frequentierte ihre Cafés und machte sich in Verlagen nützlich. 1949 war er Gründungsmitglied des Collège de ’Pataphysique, ab 1983 Mitglied von Oulipo.
Ab 1956 bewegte sich Caradec 50 Jahre lang in den (oft humoristischen) Randzonen der Literatur und Literaturgeschichte. Er veröffentlichte ein Dutzend Biographien, darunter die von Alphonse Allais, dessen Werk er vollständig herausgab. Neben vier Lexika erschienen aus seiner Feder literarische Erzeugnisse der verschiedensten Art (von eigener Dichtung über Erzählungen, Kinderbücher und einen Kriminalroman bis zu Sammlungen von Wortspielen).
Caradec war Mitglied der Académie Alphonse Allais. Er starb 2008 im Alter von 84 Jahren in Paris und wurde dort auf dem Cimetière du Montparnasse beigesetzt.

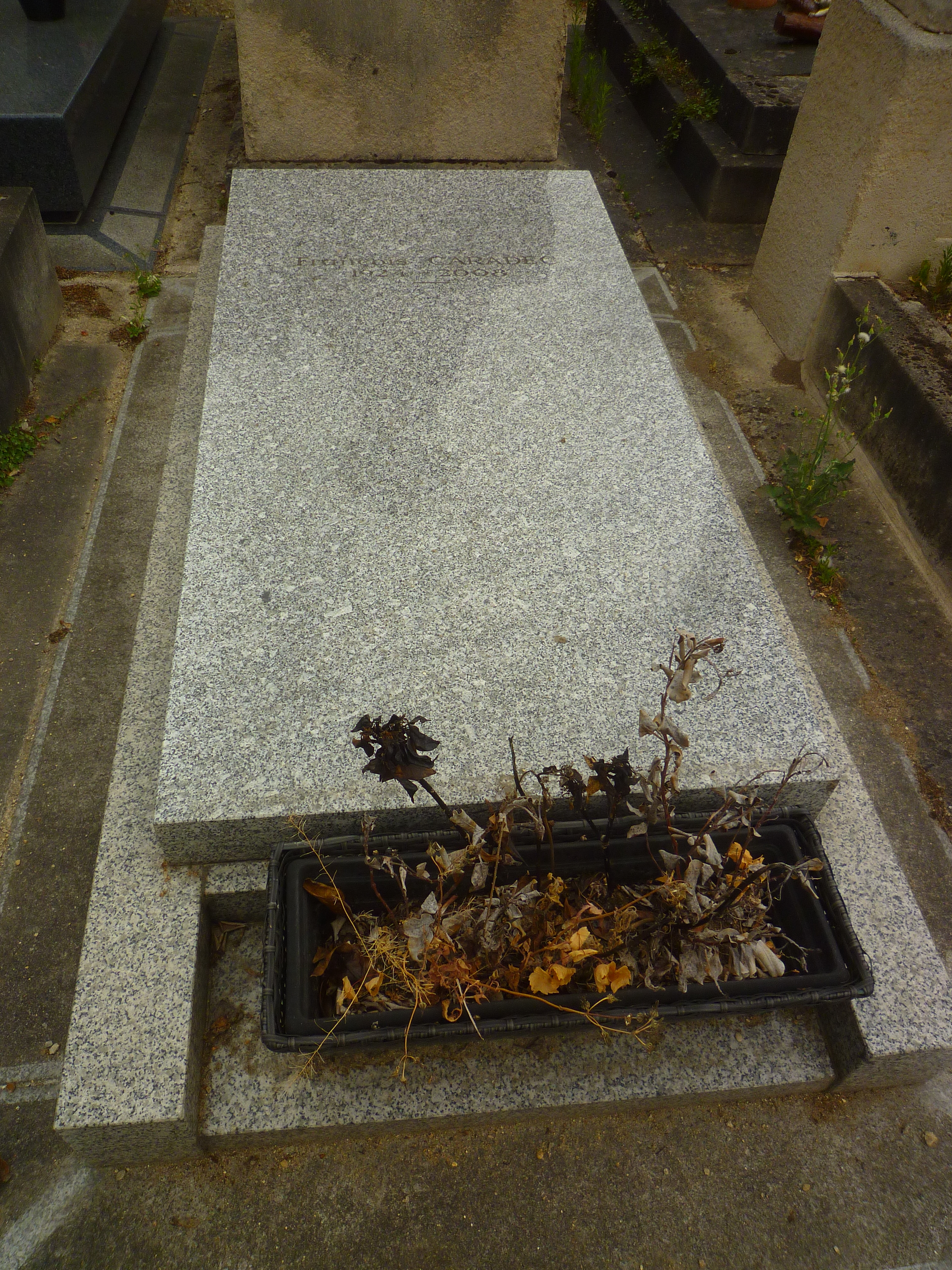
Grab von François Carade auf dem Cimetière du Montparnasse

## Veröffentlichungen (Auswahl)

### Wörterbücher und Lexika
- (Hrsg. mit Noël Arnaud) Encyclopédie des farces et attrapes et des mystifications. J.-J. Pauvert, Paris 1964.
- Guide des farces et attrapes. A. Michel, Paris 1966. (Pseudonym: A. de Crac)
- Dictionnaire du français argotique et populaire. Larousse, Paris 1977.
  - (anderer Titel) N'ayons pas peur des mots. Dictionnaire du français argotique et populaire. Larousse, Paris 1988.
  - (mit Jean-Bernard Pouy) Dictionnaire du français argotique et populaire. Nouvelle édition enrichie. Larousse, Paris 2009.
- Petite encyclopédie du dessin drôle en France. Le Cherche midi, Paris 1985.
- Dictionnaire des gestes. Attitudes et mouvements expressifs en usage dans le monde entier. Fayard, Paris 2005.
  - (englisch) Dictionary of gestures. Expressive comportments and movements in use around the world. MIT Press, London 2018. (übersetzt von Chris Clarke)

### Biographien
- 'Christophe Colomb. Essai de biographie' d'après les remarques et observations de l'auteur, agrémenté d'un fragment de citation latine tiré de "l'Imitation" et suivi de notes et d'une bibliographie. Grasset, Paris 1956. (Vorwort von Raymond Queneau)
- (mit Jean Nohain) Le Pétomane 1857–1945, sa vie, son œuvre. J. J. Pauvert, Paris 1967. (über Joseph Pujol)
  - (anderer Titel) Le pétomane au Moulin-Rouge. Mazarine, Paris 2000.
- (mit Jean Nohain) Fregoli, 1867–1936. Sa vie et ses secrets. La Jeune Parque, Paris 1968. (Leopoldo Fregoli)
- (mit Jean Nohain) La vie exemplaire de la femme à barbe. Clémentine Delait, 1865–1939. La Jeune Parque, Paris 1969. Échappée, Paris 2017. (Clémentine Delait)
- Isidore Ducasse, comte de Lautréamont. Table ronde, Paris 1970. Gallimard, Paris 1975. (Comte de Lautréamont)
- Vie de Raymond Roussel 1877–1933. J.-J. Pauvert, Paris 1972. (Raymond Roussel)
  - (japanisch) Tokio 1989.
  - Raymond Roussel. Fayard, Paris 1997.
- A la recherche de Alfred Jarry. Seghers, Paris 1974. Alfred Jarry
- Christophe. P. Horay, Paris 1981. (Georges Colomb)
- Feu Willy. Carrère, Paris 1984. (über Henry Gauthier-Villars)
  - Willy. Le père des Claudine. Fayard, Paris 2003.
- Alphonse Allais. Belfond, Paris 1994. Fayard, Paris 1997.
- Jane Avril au Moulin Rouge avec Toulouse-Lautrec. Fayard, Paris 2001. (Jane Avril)

### Weitere Veröffentlichungen
- Jeux d'esprit. Tchou, Paris 1970.
- (mit Christiane Sabatier) Mon œil! Denoël, Paris 1973.
- La farce et le sacré. Fêtes et farceurs, mythes et mystificateurs. Casterman, Paris 1977.
- Histoire de la littérature enfantine en France. A. Michel, Paris 1977.
  - (japanisch) Tokio 1994.
- (mit Alain Weill) Le Café-concert 1848–1914. Massin, Paris 1980. Fayard, Paris 2007.
- Nous deux mon chien. Portrait d'artiste. P. Horay, Paris 1983.
- La Compagnie des zincs. Ramsay, Paris 1986. Seghers, Paris 1991. Climats, Paris 2000. (Stammtischgewitzel)
- Catalogue d'autographes rares et curieux. Limon, Paris 1998.
- Le porc, le coq et le serpent. M. Nadeau, Paris 1999.
- Histoires pour Camille. Giboulées-Gallimard jeunesse, Paris 2004.
- Les cinq diamants du diable. Nouvelles histoires pour Camille. Giboulées-Gallimard jeunesse, Paris 2005.
- Le voleur de lettres. Giboulées-Gallimard jeunesse, Paris 2006.
- Les nuages de Paris. Album. M. Nadeau, Paris 2007. (Dichtung)
- Le doigt coupé de la rue du Bison. Rompol. Fayard, Paris 2008. (Kriminalroman)

### Postum erschienen
- Entrez donc, je vous attendais. Conte et devis. Mille et une nuits, Paris 2009. (Nachwort von Patrick Besnier)
- Entre miens d'Alphonse Allais à Boris Vian. Flammarion, Paris 2010. (Sammelschrift)
- Les poésies de François Caradec mises toutes ensemble & dédiées aux lecteurs. M. Nadeau, Paris 2013. (gesammelte Gedichte)
- Vrac et autres textes. Lérot, Tusson 2014. (Sammelschrift)
- Monsieur Tristecon, chef d'entreprise. Arbre vengeur, Paris 2018. (Nachwort von Éric Dussert)

### Herausgeber von Alphonse Allais
- (Hrsg. mit Pascal Pia) Alphonse Allais: Oeuvres complètes. 11 Bde. Table ronde, Paris 1964–1970.
- (Hrsg.) Alphonse Allais en verve. P. Horay, Paris 1970, 2004, 2016.
- (Hrsg.) Alphonse Allais: La Logique mène à tout. P. Horay, Paris 1976, 1986.
- (Hrsg.) Alphonse Allais: Oeuvres anthumes. R. Laffont, Paris 1989, 1991, 2018. (Bouquins)
- (Hrsg.) Alphonse Allais: Oeuvres posthumes 1877 à 1905. L'affaire Blaireau. R. Laffont, Paris 1990, 2003. (Bouquins)
- (Hrsg.) Alphonse Allais: Par les bois du Djinn. Poésies complètes. Fayard, Paris 1997.
  - (Hrsg.) Alphonse Allais: Par les bois du Djinn, parle et bois du gin. Poésies complètes. Gallimard, Paris 2005.
- (Hrsg.) Allais sur scène. Théâtre complet. Fayard, Paris 1999.
- (Hrsg.) Alphonse Allais: "Cher Monsieur vous-même !". Correspondance 1875–1905. Fayard, Paris 1999.
- (Hrsg.) Alphonse Allais de la mer. Alphonse Allais de l'âme erre. Ah ! l'fond salé de la mer. Anthologie. Mille et une nuits, Paris 2002.

### Weitere Herausgebertätigkeit und Vorworte
- (Hrsg.) Christophe: Les Facéties du sapeur Camember. Club du meilleur livre, Paris 1958.
- (Hrsg. mit Jean-Robert Masson) Guide de Paris mystérieux. Tchou, Paris 1966, 1988.
- (Hrsg.) La Chienlit de papa. A. Michel, Paris 1968.
- (Hrsg.) Trésors du rire. P. Horay, Paris 1970.
- (Hrsg.) Gustave Flaubert en verve. P. Horay, Paris 1971, 2008.
- (Hrsg.) Trésors du pastiche. P. Horay, Paris 1971. (Pastiche)
- (Hrsg.) Tristan Bernard en verve. P. Horay, Paris 1971. (Tristan Bernard)
- (Hrsg.) Raymond Roussel: Épaves. J.J. Pauvert, Paris 1973. (mit Beitrag von Michel Leiris)
- (Hrsg.) Les Goncourt en verve. P. Horay, Paris 1973, 2003.
- (Hrsg.) Christophe: Le Baron de Cramoisy. La Famille Fenouillard. Histoires en images. Ombres, jeux et découpages. P. Horay, Paris 1981.
- (Hrsg.) Raymond Queneau. Un poète. Gallimard, Paris 1982, 2001.
- (Hrsg.) Vignettes. Ornements, attributs de commerce, culs-de-lampe, allégories, sujets divers, passe-partout, etc. 1830–1895. Ramsay Caractère, Paris 1986.
- (Hrsg.) Gabriel de Lautrec (1867–1938): Les Histoires de Tom Joë. La Bougie du sapeur, Paris 1989.
- (Hrsg.) Tom Tit: La Science amusante. 100 expériences de physique. Les Éditions 1900, 1989. (Tom Tit = Arthur Good, 1853–1928)
- (Vorwort) Catherine Charpin: Les arts incohérents 1882–1893. Syros-Alternatives, Paris 1990.
- (Hrsg.) Pierre Louÿs: Correspondance particulière. Lettres à Curnonsky 1898–1919. Séguier, Paris 1994.
- (Hrsg.) Jules Renard: Articles de sympathie. Éditions de Paris, Paris 1995.
- (Hrsg. mit Jean-Jacques Lefrère) Isidore Ducasse à Paris. Actes du troisième colloque international sur Lautréamont, Paris, 2-4 octobre 1996. Cahiers Lautréamont, Tusson 1997.
- (Hrsg.) Maurice Mac-Nab: Poèmes mobiles. Oeuvres complètes. Atelier des brisants, Mont-de-Marsan 2002.
- (Hrsg.) Jacques Bens: De l'Oulipo et de la Chandelle verte. Poésies complètes. Gallimard, Paris 2004. (Vorwort von Jacques Roubaud)